# شورای کوینیسکت
شورای کوینیسکت (لاتین: Concilium Quinisextum) شورای کلیسایی بود که در سال ۶۹۲ در قسطنطنیه در زمان ژوستینین دوم برگزار شد. به عنوان «شورای در ترولو» شناخته می‌شود، زیرا مانند سومین شورای قسطنطنیه، در تالار گنبدی شکل در کاخ امپراتوری (τρούλος [troúlos] به معنی جام یا گنبد) برگزار می‌شد.